# رابرت واکر (هنرپیشه)
رابرت واکر ((به انگلیسی: Robert Walker) با نام کامل رابرت هادسون واکر؛ زاده ۱۳ اکتبر ۱۹۱۸ – درگذشته ۲۸ اوت ۱۹۵۱) هنرپیشه اهل ایالات متحده آمریکا بود. وی بین سال‌های ۱۹۳۹ تا ۱۹۵۱ میلادی فعالیت می‌کرد.

## گزیده فیلمشناسی
- مادام کوری (۱۹۴۳)
- از وقتی تو رفتی (۱۹۴۴)
- سی ثانیه بر فراز توکیو (۱۹۴۴)
- ساعت (۱۹۴۵)
- تا زمانی که ابرها کنار بروند (۱۹۴۶)
- بیگانگان در ترن (۱۹۵۱)
- پسرم جان (۱۹۵۲)